# Petrofisica

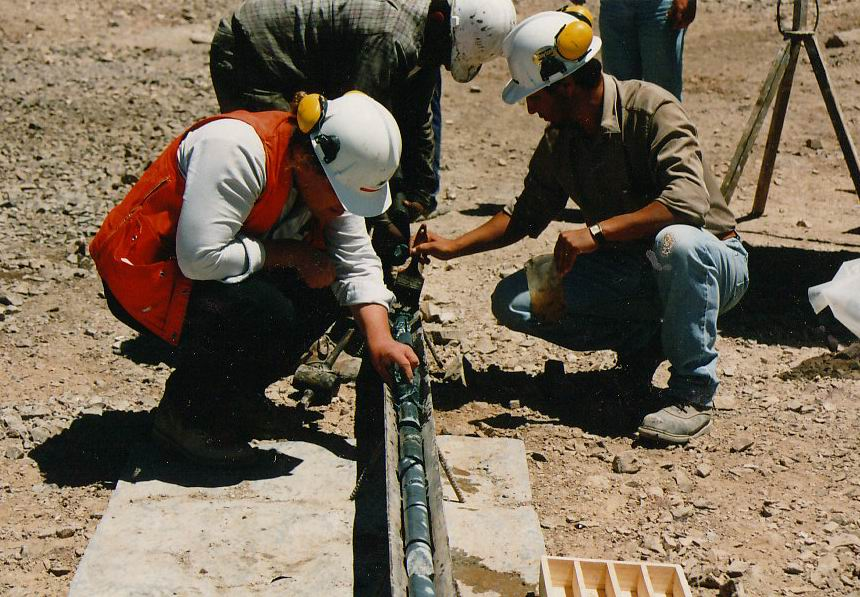
Esame in cantiere di una carota prelevata per analisi petrofisiche

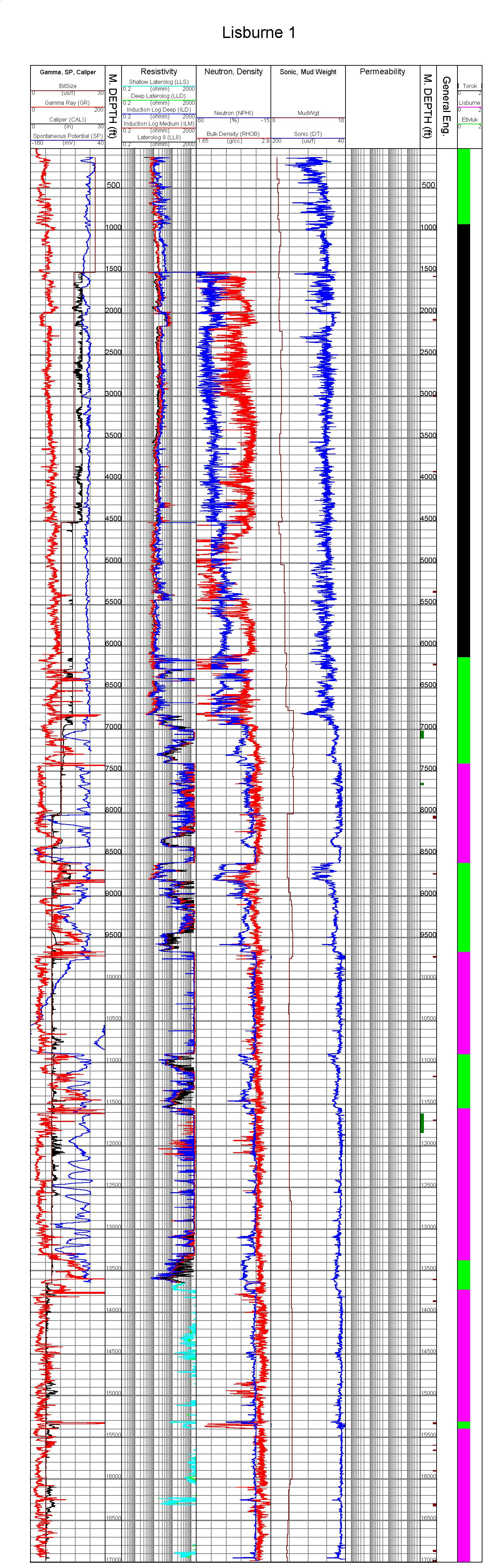
Diagramma composito di curve di logging mostranti alcune proprietà petrofisiche delle rocce misurate lungo il profilo di un pozzo

La petrofisica  è una branca specializzata della geologia che si occupa dell'analisi delle proprietà fisiche e chimiche delle rocce, delle interazione fra le rocce ed i fluidi in esse contenuti e delle caratteristiche delle rocce rispetto al dominio geologico in cui sono osservate.
Si tratta una scienza interdisciplinare che richiede l'integrazione di nozioni di geologia, geofisica, fisica della materia e chimica; essa trova le sue principali applicazioni nella ricerca e produzione di risorse naturali quali la valutazione dei giacimenti di petrolio e metano, progetti di stoccaggio sotterraneo di metano, cattura e sequestro di anidride carbonica nel sottosuolo, lo sfruttamento dei serbatoi geotermali e delle falde acquifere. 

## Scopo della petrofisica
I principali prodotti delle analisi petrofisiche riguardano:
- la determinazione della porosità, permeabilità e saturazioni in fluidi, dei serbatoi rocciosi necessari per una stima delle riserve minerarie ed una loro valutazione economica.
- calcolo dei parametri geomeccanici statici e o dinamici delle rocce perforate nel sottosuolo, principalmente per migliorare la perforazione dei pozzi di sviluppo.
- determinazione delle proprietà acustiche delle rocce per migliorare l'interpretazione sismica.
- determinazione delle caratteristiche di permeabilità e resistenza alla fratturazione delle rocce di copertura di rocce serbatoio destinate a contenere gas immagazzinati nel sottosuolo.

Le indagini petrofisiche possono essere suddivise in due categorie:
- Analisi dirette eseguite su campioni di roccia in laboratorio. Questi campioni possono provenire da campionamenti di rocce affioranti in superficie o entro gallerie, o da detriti raccolti durante la perforazione di un pozzo o infine da carote appositamente prelevate durante la perforazione del pozzo.
- Analisi indirette tramite log ossia interpretando ed elaborando la registrazione di dati geofisici ottenuti tramite diverse sonde appositamente discese nei pozzi.

L'integrazione di queste due tipologie di analisi conduce alla creazione di un valido modello petrofisico da applicare alle rocce investigate.

## Applicazioni
Inizialmente nata e sviluppata nel campo della ricerca industriale applicata nella prima metà del XX secolo, in particolare nella ricerca petrolifera, oggi la petrofisica viene anche integrata nei campi più accademici della ricerca geologica e geofisica, fornendo strumenti interpretativi e parametri di controllo (quali la densità delle rocce, velocità sismiche, moduli elastici) per i modelli speculativi delle strutture profonde della crosta terrestre, del mantello e del nucleo terrestre.
| Controllo di autorità | GND (DE) 4173962-0 |